# Aspidimorphini
Aspidimorphini (лат.) — триба жуков подсемейства щитоносок из семейства листоедов.

## Внешний вид
Средние, широкие, часто пестрые, цветные листоеды-жуки. Они являются одними из самых крупных видов в этой группе. Голова маленькая, переднеспинка и крылья довольно широкие, без зубов и костяшек. Антенны довольно мощные.

## Существование
Как личинки, так и взрослые живут на растениях и питаются от них.